# 嘉通院线
嘉通院线（縮寫：GSC）是马来西亚最大的电影院展示商，是PPB集团有限公司（郭氏集团的成员）的全资子公司，也是马来西亚电影和内容的展示商和分销商。该公司在马来西亚和越南共70个地点拥有超过600个荧幕，其中在马来西亚拥有55个地点的504个荧幕。该公司通过与银河电影院（Galaxy Studio）的合作也在越南拥有18个地点的108个荧幕。

## 历史
嘉通院线成立于1987年，最初名为Golden Communications Circuit，是香港橙天嘉禾和马来西亚PPB集团合资的公司。PPB集团在马来西亚经营了一小部分由邵氏兄弟租赁的电影院。  在1988年1月Golden Communications（GC） Circuit和国泰影城马来西亚分部合并后，该公司更名为嘉通院线（Golden Screen Cinemas）。 